# 한규진 (축구 선수)
한규진(2001년 11월 10일 ~ )는 대한민국의 축구 선수로, 포지션은 미드필더이다. 현재 K리그2 천안 시티 FC 소속이다.